# Moraea longifolia
Moraea longifolia är en irisväxtart som först beskrevs av Nikolaus Joseph von Jacquin, och fick sitt nu gällande namn av Christiaan Hendrik Persoon. Moraea longifolia ingår i släktet Moraea och familjen irisväxter. Inga underarter finns listade i Catalogue of Life.